# Horst Blankenburg
Horst Blankenburg, est un footballeur allemand né le 10 juillet 1947 à Heidenheim an der Brenz. Il fait partie du Club van 100.

## Biographie
Ayant fait ses classes dans les équipes de jeunes du VfL Heidenheim, Horst Blankenburg fit ses débuts professionnels au FC Nuremberg sous les ordres de Max Merkel durant la saison 1967-68. Il ne joue que 13 matchs mais son club remporte le championnat. La saison suivante, il est transféré pour 45 000 marks au Wiener Sport-Club à Vienne où il réalise de très belles performances au poste de libéro.
À l'issue de son passage en Autriche, il retourne en Bundesliga sous les couleurs du Munich 1860 où il participe à 31 matchs, marquant même un but. Néanmoins, son équipe est reléguée et il décide de s'exiler aux Pays-Bas, à l'Ajax Amsterdam.

### Âge d'Or de l'Ajax
Au sein du club néerlandais, il connaitra ses plus grands succès, sous la direction de grands entraineurs comme Rinus Michels et Stefan Kovacs. Durant ces cinq saisons, il évolue avec des joueurs de renommée mondiale tel que Cruyff, Neeskens, Krol, Haan ou Mühren. Avec eux, l'Allemand rafle deux titres de champion et deux coupes des Pays-Bas. Mais surtout, entre 1971 et 1973, il remporte trois années de suite la Coupe d'Europe des clubs champions. Il étoffe également son palmarès avec une victoire en Coupe intercontinentale en 1972.

### Retour en Allemagne et fin de carrière
En 1975 il retourne en Allemagne, à Hambourg SV où, dès sa première année, il gagne la Coupe d'Allemagne, et en 1977 la Coupe d'Europe des vainqueurs de coupe, bien qu'il ne joue pas la finale contre le RSC Anderlecht. Finalement, il n'a pas réussi à s'imposer - lors de sa deuxième saison au club, il n'a joué que 13 matchs de championnat. Après ces deux années, il est transféré en Suisse, à Neuchâtel Xamax. En 1978, Blankenburg intègre le championnat nord-américain et évolue au Chicago Sting aux États-Unis, passage entrecoupé d'un prêt de quelques mois au KSC Hasselt en Belgique. Il s'est retiré du football professionnel en 1981 au Preußen Münster. Cependant, en 1982, il continua de jouer pour des équipes de niveau inférieur, le Hummelsbütteler SV et le Lüneburger SK, où il a finalement mis fin à sa carrière en 1985, à l'âge de 38 ans.

### Sélection nationale
En dépit de son rôle prépondérant dans le grand Ajax, Blankenburg  n'a jamais connu les joies de la sélection allemande, barré à son poste par le grand Franz Beckenbauer. 
Il est à noter que Johan Cruyff lui avait demandé de jouer pour les Pays-Bas lors de la Coupe du monde 1974. Cependant, déclina la proposition de son coéquipier, gardant toujours l'espoir de porter un jour le maillot de la Mannschaft.

## Carrière
- 1967-1968 : FC Nuremberg  Allemagne
- 1968-1969 : Wiener Sport-Club  Autriche
- 1969-1970 : TSV Munich 1860  Allemagne
- 1970-1975 : Ajax Amsterdam  Pays-Bas
- 1975-1977 : Hambourg SV  Allemagne
- 1977-1978 : Neuchâtel Xamax  Suisse
- 1978-1979 : Chicago Sting  États-Unis
- 1979-1980 : KSC Hasselt  Belgique
- 1980 : Chicago Sting  États-Unis
- 1981-1982 : SC Preussen Münster  Allemagne
- 1982-1983 : Hummelsbütteler SV  Allemagne

## Palmarès
- Vainqueur de la Coupe intercontinentale en 1972
- Vainqueur de la Supercoupe de l'UEFA en 1972 et 1973
- Vainqueur de la Coupe d'Europe des clubs champions en 1971, 1972 et 1973
- Vainqueur de la Coupe des vainqueurs de coupes en 1977.
- Champion des Pays-Bas en 1972 et 1973.
- Vainqueur de la Coupe des Pays-Bas en 1971 et 1972.
- Champion d'Allemagne en 1968.
- Vainqueur de la Coupe d'Allemagne en 1976.